# Helichrysum hyblaeum
 Helichrysum hyblaeum  Brullo, 1995 è una specie di pianta angiosperma dicotiledone della famiglia delle Asteraceae (sottofamiglia Asteroideae).

## Etimologia
Il nome del genere deriva da due parole greche "helios" (=  sole) e "chrysos" (= oro) e fa riferimento alla luminosità dei capolini. L'epiteto specifico (hyblaeum) deriva dal nome dei monti (Monti Iblei) dove si trova l'areale principale di questa specie.
Il nome scientifico della specie è stato definito dal botanico Brullo nella pubblicazione " Colloques Phytosociologiques. Vaduz, Stuttgart" (Colloq. Phytosoc. 21: 630) del 1995.

## Descrizione

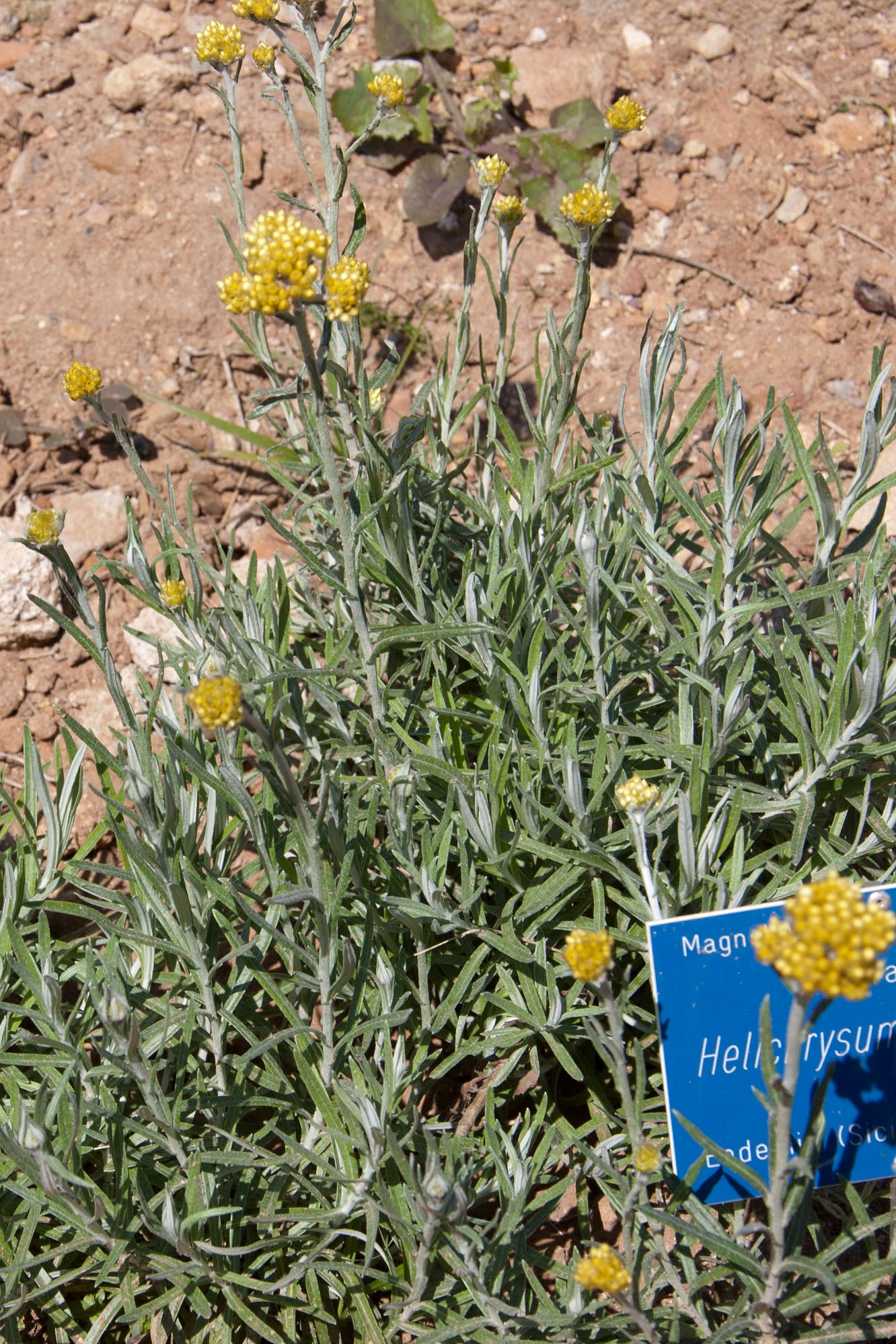
Il portamento

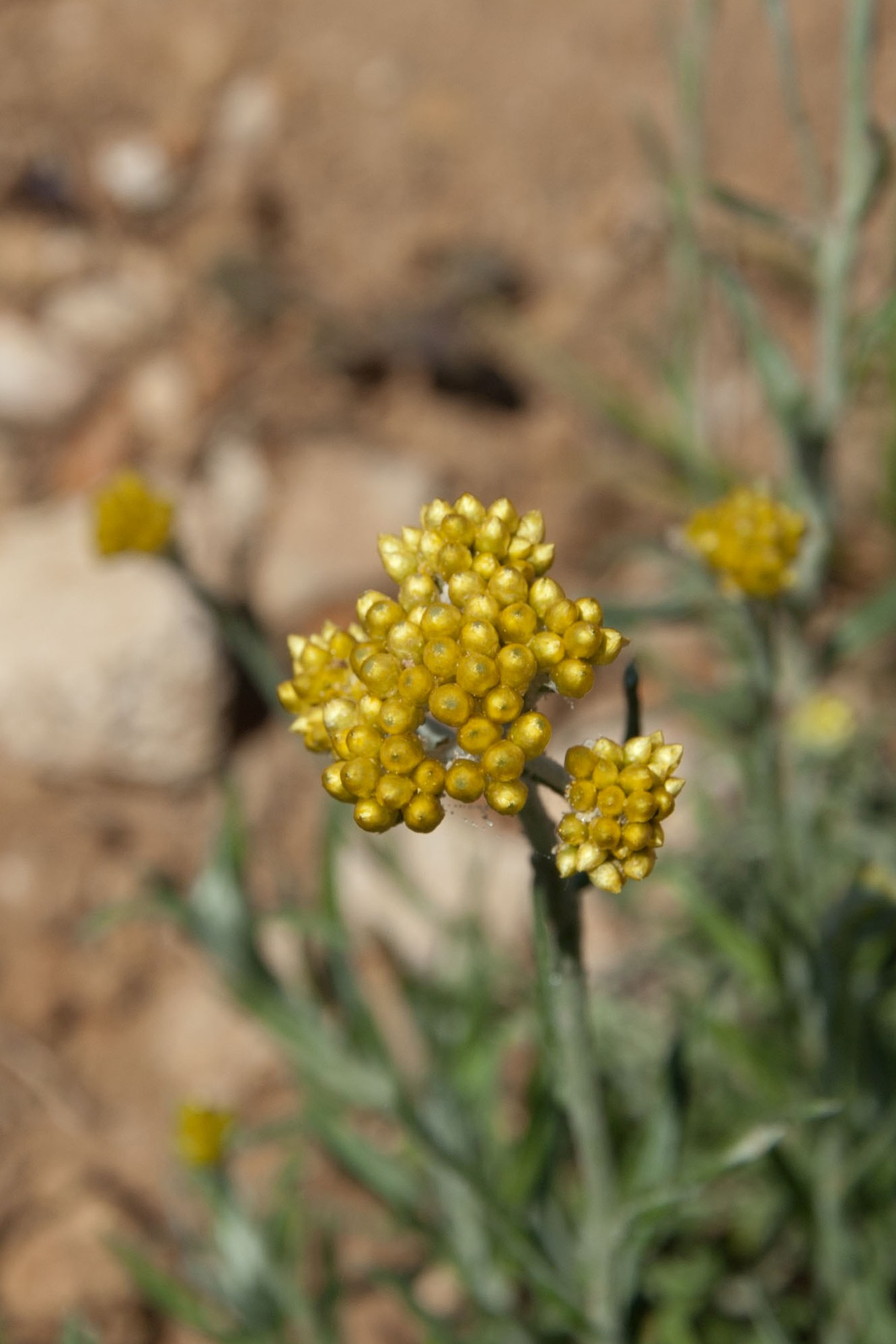
Infiorescenza

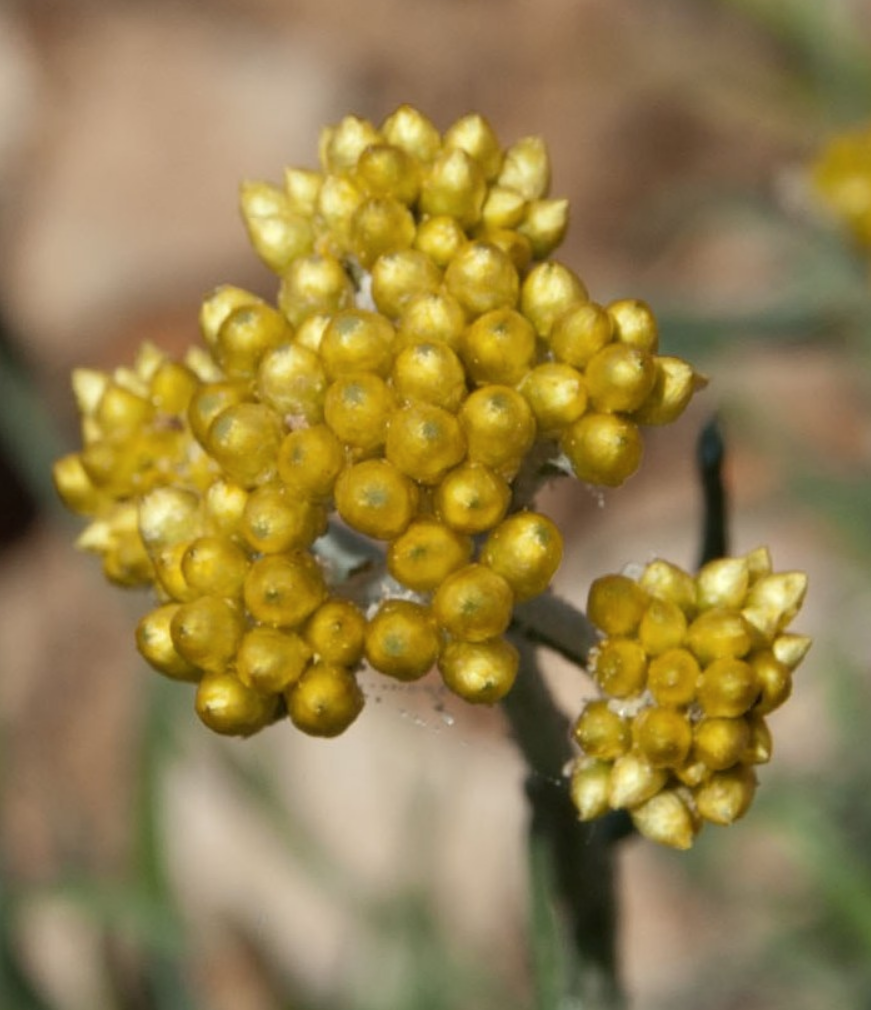
I fiori

Habitus. La specie di questa voce ha un habitus di tipo erbaceo sub-arbustivo. La forma biologica è camefita suffruticosa (Ch suffr), sono piante perenni e legnose alla base, con gemme svernanti poste ad un'altezza dal suolo tra i 2 ed i 30 cm (le porzioni erbacee seccano annualmente e rimangono in vita soltanto le parti legnose). I cauli di queste piante sono provvisti del floema, ma non di canali resiniferi; mentre i sesquiterpeni lattoni sono normalmente assenti (piante senza lattice).
Fusto. La parte aerea in genere è eretta e ascendente. La parte ipogea è provvista di una modesta radice a fuso e numerose radichette da cui partono vari fusticini ramosi. Altezza media: meno di 50 cm.
Foglie. Le foglie, cauline, in genere sono disposte in modo alternato e sono sessili. La lamina delle foglie inferiori è intera e piana con forme lineari-spatolate e acute all'apice; i margini sono continui (a volte sono leggermente revoluti). La superficie superiore è verdastra e glabra. Dimensione delle foglie: 1,5 - 5 x 15 – 50 mm.
Infiorescenza. Le sinflorescenze sono composte da 20 - 40 capolini raccolti in formazioni corimbose lasse. Le infiorescenze vere e proprie sono formate da un capolino terminale peduncolato di tipo discoide (con fiori omogami) o disciforme (con fiori eterogami). I capolini sono formati da un involucro, con forme più o meno subcilindriche, composto da diverse brattee, al cui interno un ricettacolo fa da base ai fiori. Le brattee, colorate di giallo-dorato, a consistenza cartacea e lucide (a volte chitinose), sono disposte in modo più o meno embricato su più serie e sono libere o connate alla base (gli strati di stereoma sono divisi o indivisi);  talora possono avere un margine ialino. Alla base l'involucro è un po' tomentoso. Il ricettacolo è nudo ossia senza pagliette (raramente ne è provvisto) a protezione della base dei fiori; la forma è piatta. Dimensione dell'involucro: 4 – 5 mm.
Fiori.  I fiori sono tetra-ciclici (formati cioè da 4 verticilli: calice – corolla – androceo – gineceo) e pentameri (calice e corolla formati da 5 elementi). Sono inoltre tubulosi, attinomorfi e si distinguono in:
- fiori del disco esterni: sono femminili e filiformi o sub-radiati; oppure sono assenti;
- fiori del disco centrali: sono ermafroditi.

In questo gruppo di piante i fiori radiati (ligulati o del raggio) sono assenti; a volte sono confusi con i fiori femminili (tubulosi) del disco esterno più o meno sub-zigomorfi con un lembo piatto e possono essere interpretati come fiori del raggio.
- Formula fiorale:

*/x K {\displaystyle \infty }, [C (5), A (5)], G 2 (infero), achenio
- Calice: i sepali del calice sono ridotti ad una coroncina di squame.
- Corolla: la forma della corolla normalmente è tubolare con 5 lobi (raramente 4); i lobi hanno una forma deltata o più o meno lanceolata. I colori della corolla sono generalmente giallo. I fiori sono lunghi 5 mm.
- Androceo: l'androceo è formato da 5 stami sorretti da filamenti generalmente liberi; gli stami sono connati e formano un manicotto circondante lo stilo; le teche (produttrici del polline) sono prive di sperone, ma hanno la coda (una sola); le appendici apicali delle antere hanno delle piatte; il tessuto endoteciale (rivestimento interno dell'antera) è quasi sempre polarizzato (con due superfici distinte: una verso l'esterno e una verso l'interno). Il polline è di tipo echinato (con punte sporgenti) a forma sferica è formato inoltre da due strati di ectesine, mentre lo strato basale è spesso e regolarmente perforato (tipo “gnafaloide”).[8]
- Gineceo: l'ovario è infero uniloculare formato da 2 carpelli. Lo stilo (il recettore del polline) è intero o biforcato con due stigmi nella parte apicale. Gli stigmi hanno una forma troncata; possono essere ricoperti da minute papille o avere dei penicilli apicali. Le superfici stigmatiche sono separate.[8]
- Antesi: da maggio a giugno.

Frutti. I frutti sono degli acheni con pappo. Gli acheni sono piccoli a forma variabile da oblunga a obovoidale (o colonnare); la superficie è glabra oppure percorsa da peli lunghi o corti, clavati o doppi; il pericarpo può essere percorso longitudinalmente da alcuni fasci vascolari o creste. Il pappo, prontamente caduco, in genere ridotto, è formato da una serie di diverse setole capillari (piumose o barbate; ma mai nella parte inferiore) connate o libere.

## Biologia
Impollinazione: l'impollinazione avviene tramite insetti (impollinazione entomogama tramite farfalle diurne e notturne).

Riproduzione: la fecondazione avviene fondamentalmente tramite l'impollinazione dei fiori (vedi sopra).

Dispersione: i semi (gli acheni) cadendo a terra sono successivamente dispersi soprattutto da insetti tipo formiche (disseminazione mirmecoria). In questo tipo di piante avviene anche un altro tipo di dispersione: zoocoria. Infatti gli uncini delle brattee dell'involucro (se presenti) si agganciano ai peli degli animali di passaggio disperdendo così anche su lunghe distanze i semi della pianta. Inoltre per merito del pappo il vento può trasportare i semi anche a distanza di alcuni chilometri (disseminazione anemocora).

## Distribuzione e habitat
Geoelemento: il tipo corologico (area di origine) è Endemico.
Distribuzione: nelle zone di gariga e prateria mediterranea della Sicilia sudorientale (Monti Iblei, valle dell'Anapo).
Habitat: l'habitat preferito per queste piante sono le praterie steppiche su calcare e marne.
Fitosociologia: dal punto di vista fitosociologico montano, questa specie appartiene alla seguente comunità vegetale:
Formazione: delle comunità a emicriptofite e camefite delle praterie rase magre secche;
Classe: Lygeo-Stipetea.
Questa comunità è relativa alle praterie termoxerofile situate su ripidi pendii o canyon tipici del tavolato ibleo. Le specie di questa comunità a volte si irradiano su pareti rocciose.

## Tassonomia
La famiglia di appartenenza di questa voce (Asteraceae o Compositae, nomen conservandum) probabilmente originaria del Sud America, è la più numerosa del mondo vegetale, comprende oltre 23.000 specie distribuite su 1.535 generi, oppure 22.750 specie e 1.530 generi secondo altre fonti (una delle checklist più aggiornata elenca fino a 1.679 generi). La famiglia attualmente (2021) è divisa in 16 sottofamiglie; la sottofamiglia Asteroideae è una di queste e rappresenta l'evoluzione più recente di tutta la famiglia.

### Filogenesi
Il genere della specie di questa voce è descritto nella tribù Gnaphalieae (una delle 21 tribù della sottofamiglia Asteroideae) e in particolare nella sottotribù Relhaniinae. Da un punto di vista filogenetico, la tribù Gnaphalieae fa parte del supergruppo (o sottofamiglia) "Asteroideae grade"; l'altro è il supergruppo "Non-Asteroideae" contenente il resto delle sottofamiglie delle Asteraceae. All'interno del supergruppo è vicina alle tribù Senecioneae, Calenduleae, Astereae e Anthemideae.
Helichrysum, comprendente oltre 500 specie (è il più grande genere della tribù Gnaphalieae), appartiene al clade Hap, un gruppo informale della sottotribù Gnaphaliinae che occupa una posizione più o meno "basale" ed è "fratello" ai cladi Flag e Australasian. Le specie di questo clade sono caratterizzate dalla divisione dello stereoma sulle brattee involucrali (hanno la base libera) e differiscono dalle "gnaphalie s.s." per i pochi e piccoli capolini, con forme cilindriche e con poche serie di brattee involucrali.
Tutte le specie del genere Helichrysum della flora spontanea italiana appartengono al clade dell'areale congiunto Mediterraneo-Asia e alla sez. Stoechadina (gruppo monofiletico). Si ipotizza che il genere, dall'Africa meridionale (probabile origine del gruppo) giunto nella regione mediterranea, si sia diversificato ed espanso ad est fino all'Asia occidentale e centrale e contemporaneamente abbia subito una riduzione del portamento legnoso.
Sandro Pignatti, nella pubblicazione "Flora d'Italia" (seconda edizione) ha diviso il genere (sempre in relazione alle specie presenti in Italia) in tre gruppi. La specie di questa voce appartiene al gruppo "A" caratterizzato da capolini lunghi quanto sono larghi, da piante gracili e da foglie molli (altra specie del gruppo è H. stoechas)..
I caratteri distintivi per la specie  Helichrysum hyblaeum sono:
- le foglie (lunghe da 20 a 50 mm) sono glabrescenti e verdeggianti;
- i capolini sono lunghi 3 - 5 mm.